# Augustinerorden

Ordenssymbol

Der Augustinerorden (Ordo Sancti Augustini, Ordenskürzel OSA; bis 1963 Augustiner-Eremiten, Ordo Eremitarum Sancti Augustini, OESA) ist ein römisch-katholischer Männer- und Frauenorden (Augustinerinnen).
Er entstand im 13. Jahrhundert als vierter großer Bettelorden des Hochmittelalters (nach den Franziskanern, Dominikanern und Karmeliten). Die nach dem Kirchenvater Augustinus von Hippo benannte Ordensgemeinschaft richtet sich, wie andere augustinische Orden auch, nach der Augustinusregel.
Die Ordenstracht besteht aus einem schwarzen Habit, einem Ledergürtel und einer schwarzen Kapuze. In Deutschland gibt es derzeit acht Konvente, in Österreich einen.
Generalprior des Augustinerordens ist seit 2013 Alejandro Moral Antón.

## Entstehung, innere Organisation und Aufgaben
Der Orden entstand im 13. Jahrhundert durch einen Zusammenschluss mehrerer älterer italienischer, nur lose organisierter Eremitengruppen zu einem strukturierten Orden. Eingeleitet wurde die „große Vereinigung“ von Papst Innozenz IV., der in Rom im Jahr 1244 eine Gründungsversammlung abhielt. Abgeschlossen wurde der Vereinigungsprozess mit der Päpstlichen Bulle Licet ecclesiae catholicae durch Alexander IV. am 9. April 1256: Von nun an bildeten die Toskanischen Eremiten, die Janboniten, die Brictinenser, die Wilhelmiten und die Eremiten des Heiligen Augustinus zusammen den Orden der Augustiner-Eremiten. Die Augustinusregel wurde gewählt, weil seit dem vierten Laterankonzil von 1215 die Gründung von neuen Orden eigentlich verboten war, so dass neue Zusammenschlüsse eine bereits vorhandene Regel übernehmen mussten. Dafür eignete sich die Augustinusregel besonders gut, da sie nicht sehr umfangreich war und viele praktische Fragen offenließ. Sie konnte daher bei den Augustinereremiten wie auch bei anderen Orden durch besondere Gebräuche (Consuetudines) ergänzt werden, die dann das Besondere der jeweiligen Ordensgemeinschaft ausmachten. Im Fall der Augustiner-Eremiten, denen eine zentrale Gründergestalt fehlte, führte die Übernahme der Augustinusregel aber auch dazu, dass man Augustinus als Ordenspatron – bald sogar zeitweise fälschlich als Gründer – betrachtete und die Theologie des Kirchenvaters besonders beachtete.
Ähnlich wie Franziskaner und Dominikaner orientierten sich auch die Augustiner-Eremiten an den Idealen der „evangelischen“ (also evangeliumsgemäßen) Armut und der „apostolischen“ (also urchristlichen, apostelgleichen) Brüderlichkeit; sie werden deswegen zu den Bettelorden bzw. Mendikanten gerechnet. Dies wirkte sich u. a. darin aus, dass es keinen grundsätzlichen Statusunterschied zwischen Priestern und Laienbrüdern gab, sondern letztere in den Kapiteln (Versammlungen) ebenfalls voll stimmberechtigt waren und im Prinzip Zugang zu allen Ämtern hatten. In der Frage der Armut waren die Augustinereremiten weniger streng als die Franziskaner. So war etwa die Frage, ob ein Bruder in Grenzen Privatbesitz haben durfte, nicht klar entschieden.
Wie die anderen Bettelorden auch hatten die Augustiner-Eremiten eine Verfassung mit deutlichen demokratischen Elementen: Jedes Haus (conventus) hatte ein Hauskapitel, das mehrmals im Jahr zusammentrat und über anstehende Fragen beriet und entschied. Die einzelnen Häuser waren zu Provinzen zusammengeschlossen, in denen alle vier Jahre Provinzialkapitel abgehalten wurden, zu denen die einzelnen Konvente Vertreter schickten. Außerdem gab es alle sechs Jahre ein Generalkapitel, zu dem wiederum alle Provinzen Vertreter entsandten. Der Leiter des Gesamtordens, der General (prior generalis), wurde von diesem Generalkapitel gewählt, musste jedoch vom Papst bestätigt werden. Der Oberste einer Provinz, der Provinzial (prior provincialis), wurde vom Provinzkapitel gewählt, der Leiter eines einzelnen Hauses allerdings, der Prior, wurde nicht von den betroffenen Brüdern, sondern vom Provinzial und seinen Räten bestimmt.
Gleichzeitig mit ihrem Zusammenschluss gaben die Augustiner-Eremiten ihre eremitische Lebensform auf, sodass der Ordensname von Anfang an irreführend war. Die Augustiner zogen sich nicht in einsame Gegenden zurück, um dort das beschauliche Gebet zu pflegen, sondern siedelten sich in der Regel in den Städten an. Dort kümmerten sie sich vor allem um Predigt und Seelsorge, später auch um Bildung und Mission; diese Aufgabenfelder sind im Prinzip bis heute die gleichen geblieben.

## Mittelalter

### Ausbreitung, Krise und Reform

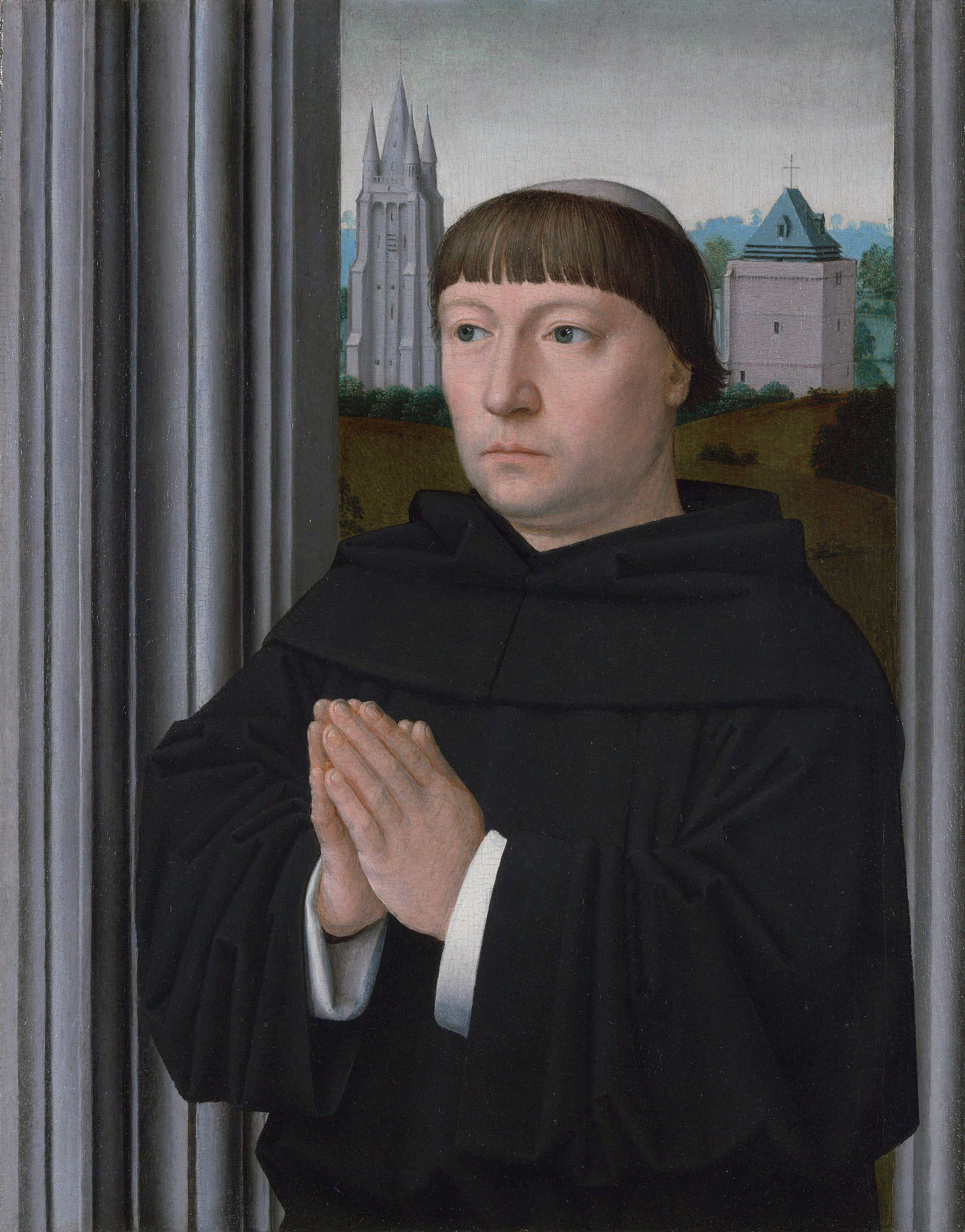
Augustiner, um 1515

Bereits kurz nach der Gründung kam es zu einer größeren Krise, da die zahlreichen ehemals selbständigen Gruppen, darunter die Wilhelmiten und die Toskanischen Brüder, ihre eigenständigen Traditionen weiterpflegen wollten und dafür die offizielle kirchliche Erlaubnis (Dispense) durch die Päpste erhielten, was zu Konflikten mit der auf Einheitlichkeit bedachten Ordensleitung führte. Die Wilhelmiten zogen sich 1266 sogar wieder ganz aus dem Orden zurück. Trotzdem war der Bestand des neuen Ordens nie gefährdet, der sich in den ersten Jahrzehnten seines Bestehens sehr dynamisch entwickelte.
Den Augustiner-Eremiten war von Anfang an durch Innozenz IV. das Privileg der Exemtion von der bischöflichen Jurisdiktion zugestanden worden, d. h., sie konnten ihre Angelegenheiten unabhängig von den Wünschen der jeweiligen Ortsbischöfe regeln. Der Orden breitete sich über weite Gebiete Europas aus. Bis 1295 kam es zur Gründung von Ordensprovinzen in den Gebieten der heutigen Staaten Italien, Deutschland, Ungarn, Frankreich, Großbritannien und Spanien. Bis 1456 entstanden insgesamt sogar 30 Ordensprovinzen, mit jeweils mehreren einzelnen Konventen; es gab Ordensniederlassungen in weiten Teilen Europas, von Portugal bis Polen und von England bis Zypern.
In Deutschland wurde 1256 der erste Konvent im Kloster Marienthal in der Nähe von Wesel im Wald beim Dörfchen Beylar gegründet. Wegen des raschen Wachstums der deutschen Ordensprovinz – Ende des 13. Jahrhunderts gab es bereits etwa 80 Konvente – wurde diese zunächst in vier kleinere Provinzen aufgespalten. Diese sind die kölnisch-belgische, sächsisch-thüringische, schwäbische und bayerische Ordensprovinz. Später kamen noch weitere hinzu.
Um ihrer Aufgabe als Seelsorger und Prediger nachzukommen, legten die Augustiner von Anfang an Wert auf eine gute Ausbildung der Ordensbrüder. Zu diesem Zweck wurde u. a. 1259 in Paris ein Studienhaus des Ordens gegründet, dem bald weitere folgten. In den deutschen Provinzen gab es solche „Generalstudien“ zur Ausbildung des theologischen Nachwuchses in Erfurt, Köln, Magdeburg, Prag, Straßburg und Wien, von denen Erfurt und Straßburg die wichtigsten waren.
Nach einer Blüte des Ordens in der ersten Hälfte des 14. Jahrhunderts kam es ab etwa 1350 – wie in dieser Zeit in den meisten Orden – zu Verfallserscheinungen. Dies zeigte sich u. a. in der Aufweichung des Armutsideals und der Gütergemeinschaft sowie in der Vernachlässigung des gemeinsamen Chorgebets. Zurückzuführen ist diese Entwicklung u. a. auf die allgemeine Krise der Kirche, die sich im großen abendländischen Schisma (1378–1414) äußerte, also der Aufspaltung der Kirche in zwei Teile, die jeweils einem anderen Papst gehorchten.
Als Gegenbewegung zum Verfall des Ordens bildeten sich bald Sondergruppen innerhalb des Ordens, die sogenannten Observanten, die die Regel wieder genauer befolgen und das Klosterleben reformieren wollten. Sie schlossen sich im Laufe des 14. und 15. Jahrhunderts zu gesonderten Kongregationen mit eigener Provinzialstruktur zusammen. In Deutschland organisierten sich die Observanten in der sächsisch-thüringischen Reformkongregation, die unter der Leitung von Andreas Proles und später dem Förderer Luthers, Johann von Staupitz, stand. Bekanntestes Mitglied dieser Reformkongregation war der spätere Reformator Martin Luther. Aufgrund des Wirkens der Reformkräfte befand sich der Orden der Augustiner-Eremiten zu Beginn des 16. Jahrhunderts insgesamt wieder in einem guten Zustand.
Der weibliche Orden der Augustiner-Eremiten, die Augustiner-Eremitinnen, war im Gegensatz zu denen der anderen Bettelorden im Mittelalter nicht sonderlich ausgeprägt. Im Erzbistum Köln etwa bestand im 16. Jahrhundert allein im Kloster Merten an der Sieg ein solcher Konvent. Bei diesem Konvent handelte es sich allerdings um einen ehemaligen Augustiner-Chorfrauenkonvent, der wegen erheblicher Missstände dem Augustiner-Eremitenorden überwiesen wurde.

### Theologische Ausrichtung
Naturgemäß orientierten sich die Augustiner-Eremiten stark an der Lehre des Ordenspatrons Augustinus. Die augustinische Orientierung wirkte sich u. a. darin aus, dass in der Ordenstheologie die göttliche Gnade, die den Sünder ohne Ansehung menschlicher Werke errettet, eine wichtige Rolle spielte, was sicher den Ordensbruder und späteren Reformator Martin Luther mit beeinflusste. Ebenso wurde auch großer Wert auf das Bibelstudium gelegt; auch das mag nicht ohne Auswirkung auf Luther geblieben sein.
Eine ganz andere Richtung der Ordenstheologie war im 13. und 14. Jahrhundert der Einsatz für die Autorität des Papstes in allen – auch in weltlichen – Belangen. Im Konflikt zwischen der weltlichen Gewalt und dem Papsttum stand der Orden fest auf der Seite der Päpste. Während der Streitigkeiten zwischen dem französischen König Philipp dem Schönen und Papst Bonifaz VIII. untermauerten die wichtigen Augustinertheologen Augustinus Triumphus sowie Aegidius Romanus durch ihre Werke den Machtanspruch der Päpste.

## Reformationszeit und katholische Reform

### Der Orden und Luther

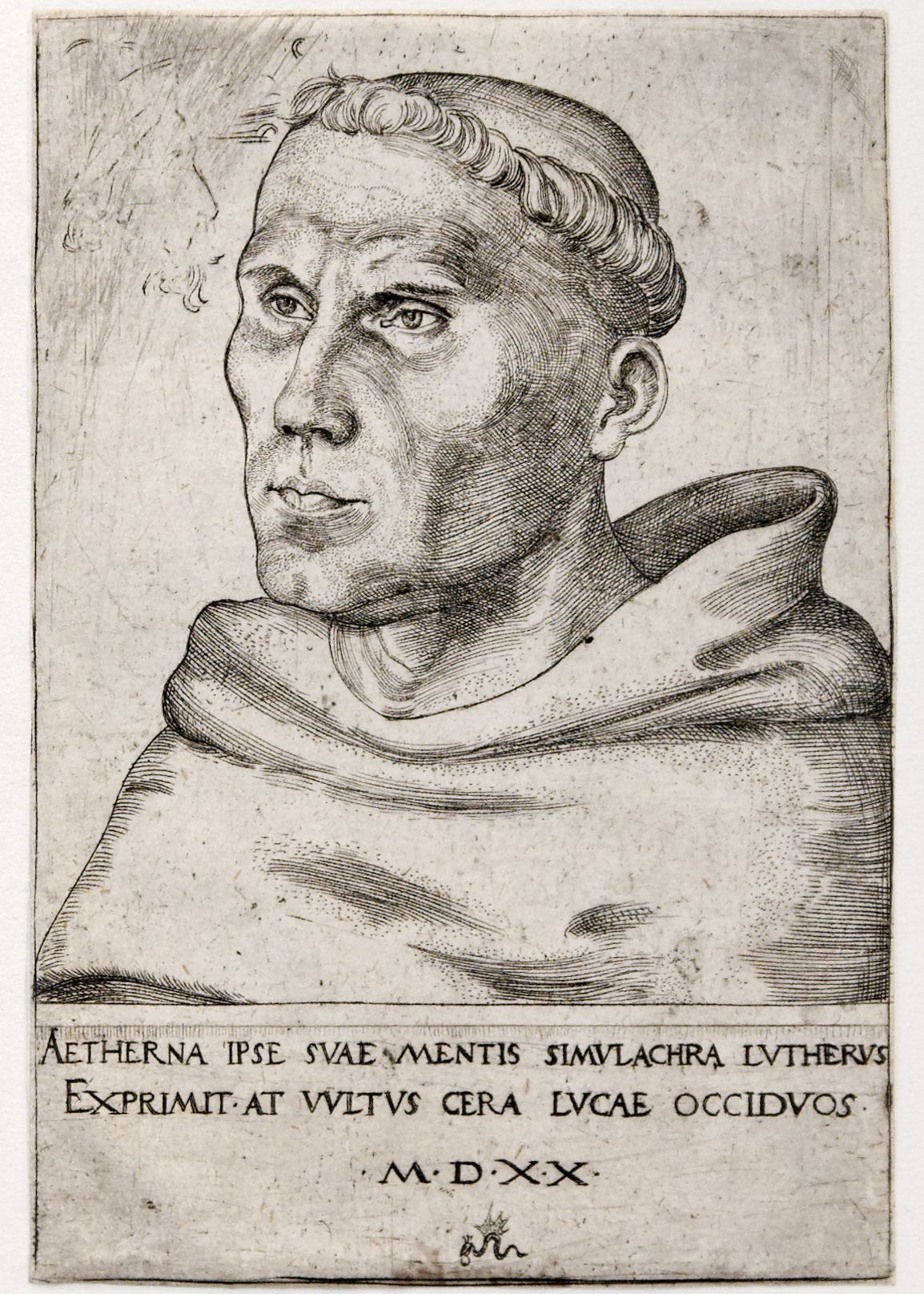
Martin Luther im Ordenshabit

Der Orden gewann eine besondere historische Bedeutung dadurch, dass er der Orden Luthers war. Der Reformator erwarb sich seine theologische Bildung als Augustiner und gelangte durch den Orden zu seiner Stellung als Theologieprofessor in Wittenberg, die ihm erst ermöglichte, im Streit um den Ablass gehört zu werden.
Luther trat am 17. Juli 1505 in Erfurt in den Augustinerorden ein. Der Erfurter Konvent war eine auch zahlenmäßig bedeutende Niederlassung des Ordens. 1508 sind hier 52 Ordensbrüder bezeugt. Eine besondere Aufgabe des Konvents war das „Generalstudium“ zur Ausbildung des theologischen Ordensnachwuchses, das schon seit dem 14. Jahrhundert bestand. Es war eng mit der Erfurter Universität verbunden: Einer der Theologieprofessoren wurde immer von den Augustiner-Eremiten gestellt. Warum Luther sich gerade zum Eintritt bei den Augustiner-Eremiten entschloss, ist unbekannt. Sicher ist aber, dass der Erfurter Konvent, welcher zu der innerhalb des Ordens eigenständigen sächsisch-thüringischen Reformkongregation gehörte, als besonders streng galt.
Wichtig für die weitere Laufbahn des jungen Augustiners wurde seine Förderung durch Staupitz, den Vikar der Reformkongregation. Dabei war von Bedeutung, dass dieser sich bemühte, die Observanten wieder mit den anderen, nicht-reformierten Konventen in Deutschland unter seiner eigenen Leitung zu einer einzigen Provinz zusammenzuschließen. Ziel war es, so die Reform auf alle Konvente auszudehnen. Widerstand gegen diese Initiative kam aber gerade von den reformierten Konventen, die eine Verwässerung der Reform befürchteten und sich letztlich erfolgreich der Vereinigung entzogen. Dieser Widerstand ging auch vom Erfurter Konvent aus: Im Zusammenhang mit diesem Streit wurde Luther gemeinsam mit einem Mitbruder auf seine bekannte Reise nach Rom geschickt. In der neuesten Forschung ist die bisher verbreitete Ansicht sehr umstritten, er wäre 1510 vom Erfurter Konvent mit dem Auftrag nach Rom geschickt worden, um gegen diese Vereinigung einzutreten. Der größere Teil der Erfurter Augustinereremiten verweigerte sich nachhaltig dem Anliegen Staupitz’. Ein kleiner Teil des Erfurter Konvents jedoch, zu dem auch Luther gehörte, entschied sich dann zum Gehorsam gegenüber dem Ordensoberen und trat für die Vereinigung ein. Im Anschluss daran wurde Luther im Spätsommer 1511 nach Wittenberg in den direkten Einflussbereich Staupitz’ versetzt. Dort war der Augustinerkonvent am Aufbau der neu entstandenen Universität beteiligt. Neueste Forschungsergebnisse halten es für wahrscheinlicher, dass Luther 1511/12 von Wittenberg aus im Auftrag von Staupitz nach Rom reiste. Luther übernahm in Wittenberg 1512, nachdem er zum Doktor der Theologie promoviert worden war, als Nachfolger Staupitz’ die Bibelprofessur und damit eine auch in der außerkirchlichen Öffentlichkeit sehr angesehene Position. Außerdem prägte er in Wittenberg als Leiter des Ordensstudiums einen bedeutenden Teil des theologischen Nachwuchses der Augustiner und erwarb sich als Distriktsvikar, der für die Aufsicht über eine Reihe von Konventen zuständig war, Ansehen unter seinen Mitbrüdern. Alles dies war für die große Resonanz, die Luther im wenig später beginnenden Ablassstreit fand, nicht ohne Bedeutung.
Zu Beginn der reformatorischen Auseinandersetzungen wurde Luther von seinem Orden und besonders von Staupitz unterstützt. Während sich aber im Laufe der immer dramatischer werdenden Ereignisse viele Augustiner-Eremiten uneingeschränkt Luther anschlossen, kam es zwischen ihm und seinem Gönner Staupitz zu einer Entfremdung. 1518 entband Staupitz seinen Schützling von seiner Gehorsamspflicht, als es in Augsburg zwischen diesem und dem päpstlichen Gesandten Kardinal Cajetan zu einer offenen Konfrontation gekommen war. War dies noch eine Maßnahme, die wohl vor allem dem Schutz Luthers diente, so ist der Rücktritt Staupitz’ von seinen Ordensämtern im Jahr 1520 nur als Distanzierung von der sich radikalisierenden reformatorischen Entwicklung zu verstehen. Staupitz zog sich nach Salzburg zurück, wo er in den Benediktinerorden übertrat und Abt des Klosters St. Peter wurde. Trotzdem blieb der Kontakt zwischen ihm und Luther erhalten; im letzten Brief Staupitz’ an Luther vom 1. April 1524 wird deutlich, dass er zwar den Weg des Reformators nicht mitging, aber ihn menschlich nach wie vor schätzte. Luther trug noch bis 1524 die Kutte seines Ordens, hatte aber spätestens mit seinen wichtigen Programmschriften des Jahres 1520, die das traditionelle kirchliche Leben einer grundsätzlichen Kritik unterzogen, aufgehört, ein Ordensmann im eigentlichen Sinn zu sein.

### Krise und Wiederaufstieg
In der Zeit der Reformation erlebte der Orden eine schwere Krise und verlor viele seiner Brüder und Niederlassungen an die entstehenden protestantischen Kirchen. Die Sächsisch-Thüringische Provinz, der Luther angehört hatte, löste sich vollständig auf, und auch die Kölnische Provinz wurde stark dezimiert. So bestand im Erzbistum Köln in der Mitte des 16. Jahrhunderts nur noch der Konvent in der Reichsstadt Köln. Insgesamt gingen von 160 Augustinerkonventen der deutschen Provinzen, die sich auch über die heutigen Niederlande erstreckten, 69 dem Orden verloren, sei es, dass ihre Bewohner sich freiwillig der lutherischen oder calvinistischen Sache anschlossen, sei es, dass sie vertrieben wurden. Aus England verschwanden die Augustinereremiten sogar vollständig, als Heinrich VIII. alle Klöster und Orden in seinem Machtbereich auflösen ließ.
Im Zusammenhang mit der katholischen Reformbewegung nach dem Konzil von Trient (Tridentinum) blühte der gebeutelte Orden jedoch wieder auf; manche Ordensniederlassungen konnten wiedergewonnen werden, das geistige Leben des Ordens erstarkte. Neben ihrem traditionellen Arbeitsfeld der Seelsorge kümmerten sich die Augustiner nun auch um Erziehungsaufgaben. So wurden etwa in der Kölnischen Provinz zwischen 1601 und 1651 von ihnen 19 Gymnasien gegründet.
Eine wichtige Strömung innerhalb des Ordens in der Zeit der katholischen Reform war die neu entstandene Kongregation der italienischen Augustiner-Barfüßer oder Augustiner-Discalceaten, die auch in den süddeutschen, österreichischen und böhmischen Bereich ausstrahlten. Zu ihnen gehört der berühmte Volksprediger Abraham a Santa Clara.
Außerdem eröffneten die entstehenden Kolonialreiche Spaniens und Portugals ein neues Arbeitsfeld: Die Augustiner-Eremiten wurden ein bedeutender Missionsorden. Die spanischen Augustiner missionierten erfolgreich in Lateinamerika und auf den Philippinen, wo eine Gruppe von Augustinern unter der Leitung von Andrés de Urdaneta bereits an der Gründung der ersten spanischen Niederlassung im Jahr 1565 beteiligt war. Weniger erfolgreich waren die Augustinermissionare in Japan und China. Im Rahmen der portugiesischen Expansion wurden auch in Indien Missionsanstrengungen unternommen, die aber keine bedeutenden Ergebnisse erzielten.

## Jüngere Zeit

### Krise durch Säkularisation und Revolution
Im 18. Jahrhundert erlebte der Orden seine größte Ausdehnung. Um 1750 gab es etwa 20 000 Mitglieder, die in 1500 Konventen lebten. Hinzu kamen etwa 200 Nonnenkonvente, in denen die Bewohnerinnen ein kontemplatives Gebetsleben führten. Gegen Ende des Jahrhunderts mussten die Augustiner jedoch auch die größte Krise ihrer Geschichte durchstehen. Schon vor der französischen Revolution kam es zu zahlreichen Klosteraufhebungen durch von der Aufklärung beeinflusste Obrigkeiten. Besonders ist hier die Säkularisation zu nennen, die der römisch-deutsche Kaiser Joseph II. in seinen habsburgischen Erblanden durchführte. Im Verlauf der französischen Revolution und der durch Napoleon seit 1802 in Deutschland veranlassten Säkularisation erlitt der Orden dann vernichtende Verluste. Die meisten Klöster wurden aufgelöst, es blieben nur etwa 250 übrig, in denen etwa 1900 Mitglieder lebten.

### Entwicklung seit dem 19. Jahrhundert

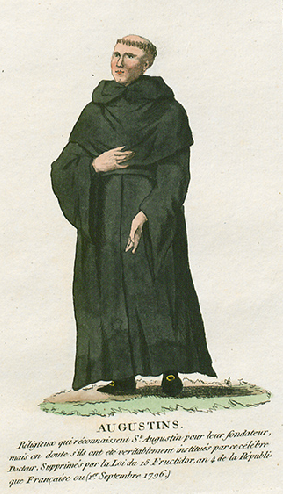
Habit eines Augustiners

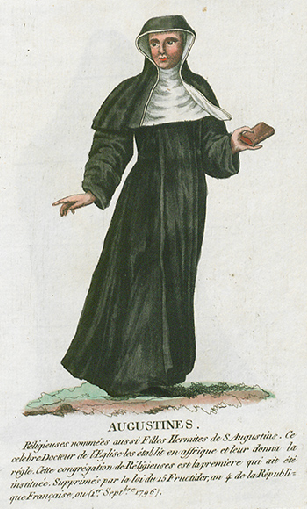
Habit einer Augustinerin

Im 19. Jahrhundert konnten sich die Augustiner-Eremiten – wie viele Orden in dieser Zeit – langsam von den schweren Rückschlägen erholen, ohne jedoch jemals wieder die Größe früherer Jahrhunderte zu erreichen. 1963 holte der Orden auch in seiner Namensgebung die geschichtliche Entwicklung nach und änderte offiziell seinen Namen von der missverständlichen Bezeichnung Augustiner-Eremiten in Augustiner, denn schon seit dem Mittelalter hatten die Augustiner nicht mehr als Eremiten (lat.: „in eremo“ = „am abgelegenen Ort“) gelebt.
1979 hatte der Orden 28 Provinzen mit 483 Häusern. Um 2000 waren es 50 Zirkumskriptionen (Provinzen, Vikariate, Delegaturen, eine Abtei) mit rund 2800 Mitgliedern. In Deutschland gab es 2025 noch acht Konvente. Die geschichtlich gewachsenen Arbeitsfelder Seelsorge, Bildung, Mission wurden beibehalten. Provinzial der Augustiner in Deutschland ist seit 2019 Lukas Schmidkunz, der die Leitung von Alfons Tony nach dessen regulärer achtjähriger Amtszeit übernommen hat.
Am 8. Mai 2025 wurde der ehemalige Generalprior Robert Francis Prevost als erstes Ordensmitglied zum Papst gewählt; er nahm den Papstnamen Leo XIV. an.

## Klöster und Konvente

### Gegenwart

#### Deutschland
In Deutschland gibt es derzeit (Stand 2025) acht Konvente, wobei nur sieben der Deutschen Augustinerprovinz zugeordnet sind.
- Konvente St. Augustin (seit 1279) und Maria vom Guten Rat (seit 2008) in Würzburg
- Konvente St. Michael (seit 1652, vorher 1279–1525) und St. Josef (seit 1902) im Kloster Münnerstadt
- Konvent St. Rita im Kloster St. Rita (seit 1929) in Berlin-Reinickendorf
- Konvent im Kloster Maria Eich (seit 1953) in Planegg
- Konvent St. Martin von Tours (seit 2019) in Erfurt
- Gästehaus Zwiesel, seit 1962 (dem Regionalvikariat Österreich zugeordnet)

#### Österreich
- Konvent im Augustinerkloster Wien

#### Tschechien
- Konvent in der Abtei St. Thomas, Alt Brünn, seit 1989, einzige Abtei des Ordens (vorher 1783–1950)

### Ehemalige Klöster
Um 1490 gab es in Europa etwa 1.300 Augustinerkonvent bzw. -klöster von Skandinavien bis Zypern in der Zeit der größten Verbreitung.
Deutsche Provinzen waren die Kölnisch-Belgische, die Sächsisch-Thüringische, die Schwäbische, die Bayerische und weitere.

## Bekannte Ordensangehörige
- Aegidius Romanus (1243–1316), Ordenstheoretiker
- Nikolaus von Tolentino (1245–1305), Ordensheiliger
- Heinrich von Friemar (der Ältere) (um 1245–1340), Theologe und Schriftsteller
- Heinrich von Friemar (der Jüngere) (um 1285–1354), Theologe und Schriftsteller
- Jakob von Viterbo (etwa 1255–1308), Theologe
- Hermann von Schildesche (etwa 1290–1357), theologischer Schriftsteller
- Johannes Klenkok (um 1310–1374), Theologe
- Johannes von Dorsten (1420–1481), Theologe
- Dietrich Coelde (1435–1515), Schriftsteller
- Johann von Staupitz (etwa 1465–1524), Generalvikar, Beichtvater und früher Weggefährte Luthers
- Gerhard Hecker (1470–1538), Theologe
- Konrad Treger (1480/1483–1543), Kontroverstheologe
- Wenzeslaus Linck (1483–1547), Reformator
- Martin Luther (1483–1546), Reformator und Übersetzer
- Heinrich von Zütphen (1488–1524), evangelischer Märtyrer
- Andrés de Urdaneta (1498–1568), Entdecker
- Heinrich Himmel (frühes 16. Jahrhundert), Reformator
- Diego de Guevara (zirka 1570 – zirka 1630), spanischer Superior der Augustinermission in Hirado, Japan
- Gelasius Hieber (1671–1731), Prediger
- Possidius Zitter (1723–1802), Theologe, Lehrer, Autor
- Engelbert Klüpfel (1733–1811), Theologe
- Stefano Bellesini (1774–1840), erster seliggesprochene Pfarrer moderner Zeiten
- Gregor Mendel (1822–1884), Naturforscher, Abt
- Pius Keller (1825–1904), Neuerrichter der deutschen Augustinerprovinz
- Adolar Zumkeller (1915–2011), einer der bedeutendsten Erforscher der Ordensgeschichte der Augustinereremiten
- Viktor Hümmer (1916–1994), Zeitzeuge des Warschauer Aufstandes[7]
- Prosper Grech (1925–2019), Theologe und Kardinal
- Thomas Gerhard Ring (1936–2009), Augustinuskenner
- Robert Francis Prevost, Leo XIV. (* 1955), Papst